# キングドーム
キングドーム（Kingdome）は、アメリカのワシントン州シアトルにかつてあった多目的スタジアム。NFLシアトル・シーホークスが1976年から1999年まで、MLBシアトル・マリナーズが1977年から1999年まで、NBAシアトル・スーパーソニックスが1978年から1985年までここを本拠地にしていた。
所在地がキング郡だったことから「キングドーム」と名付けられた。正式名称はキング・カウンティ・ドームド・スタジアム（King County Domed Stadium）である。
北米3大プロスポーツ（NFL、MLB、NBA）全てのオールスターゲームを開催した史上唯一のスタジアムとして有名。

## 天井崩落事故

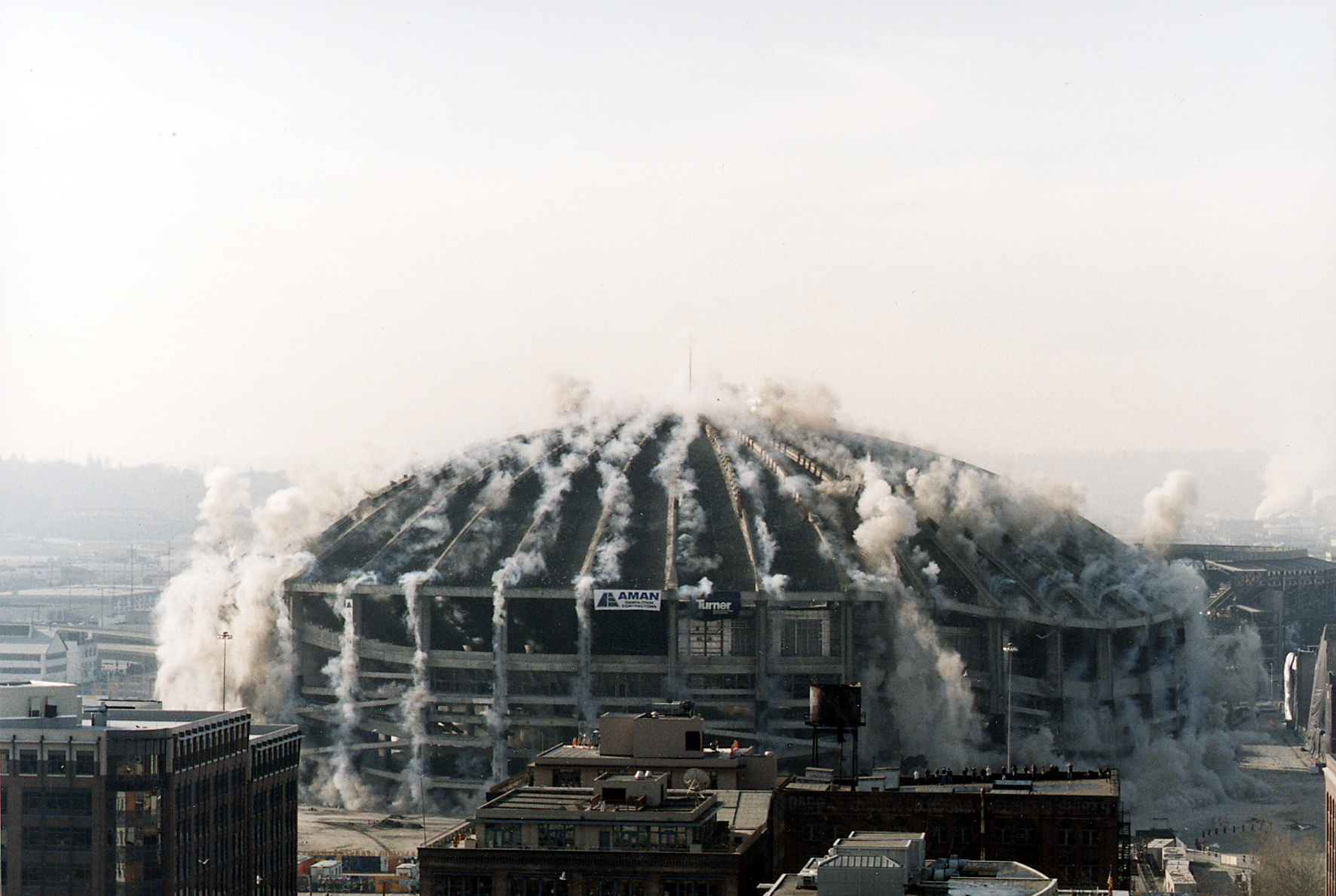
2000年の爆破解体

1994年7月19日にキングドームの屋根が崩落する事故があった。シアトル・マリナーズの試合開始4時間前に、26ポンドの重さのタイルが4つ落下した。マリナーズはその後232日間に及ぶ長期ストライキで短くなった1994年のシーズンのうち、15試合ロードで戦わされることとなった。
天井の修理には5100万ドルの費用がかかった。またこの修理中にクレーンの事故で作業員2名が亡くなった。この事件も、スタジアムを建て替える要因の1つになった。
2000年3月26日にコントロールド・デモリッションにより爆破解体された。爆破解体の模様はESPNクラシックで生中継された。コンクリート製の建造物の爆破解体としては世界最大だと言われている。現在、跡地にはシーホークスの現本拠地センチュリーリンク・フィールド（屋外のフットボール球場）が建っている。

## 主要な出来事

### アメフト
- 1977年1月17日、NFLのオールスターゲーム「プロボウル」開催（AFC 24 - 14 NFC）。

### 野球
- 1979年7月17日、オールスターゲーム開催（ナ 7 - 6 ア）。
- 1982年5月6日、ゲイロード・ペリーが通算300勝を達成した。
- 1990年6月2日、ランディ・ジョンソンがタイガース戦でノーヒットノーランを達成した（マリナーズ 2 - 0 タイガース）。
- 1993年4月22日、クリス・ボシオがレッドソックス戦でノーヒットノーランを達成した（マリナーズ 2 - 0 レッドソックス）。

### バスケットボール
- 1987年、オールスターゲーム開催（ウエスト 154 - 149 イースト）。
- ファイナルフォー開催：1984年、1989年、1995年

## 収容人数の変遷

### 野球
- 59,059 (1976-1980)[4]
- 59,438 (1981-1987)[4]
- 58,850 (1988-1990)[4]
- 57,748 (1991-1993)[4]
- 59,166 (1994-1999)[4]

### フットボール
- 64,752 (1976-1979)
- 64,759 (1980-1983)[5]
- 64,984 (1984-1992)[6]
- 66,400 (1993-2000)[7]

### バスケットボール
- 40,192 [8]